# Nicolaïkerk (Utrecht)
De Nicolaïkerk is een kerk in de Nederlandse stad Utrecht, gelegen aan het Nicolaaskerkhof 8. In de volksmond heet de kerk ook wel de Nicolaaskerk of de Klaaskerk, niet te verwarren met de Sint-Nicolaaskerk. Zij is in gebruik bij de Protestantse Kerk in Nederland.

## Geschiedenis
De kerk werd gebouwd in het begin van de twaalfde eeuw als de tweede parochiekerk van Utrecht (de eerste was de Buurkerk, later volgden nog de Jacobikerk en de Geertekerk). De patroonheilige was Sint-Nicolaas, wat erop wijst dat dit onder andere de kerk van vissers en schippers was. De parochie besloeg een groot gebied dat zelfs de dorpen De Bilt en Vechten omvatte.
Van de oorspronkelijke romaanse kerk resteert aan de buitenzijde alleen nog het tweetorenfront. Dit gedeelte van de kerk is bijzonder omdat een parochiekerk normaal gesproken nooit twee torens kreeg: dat was voorbehouden aan kathedralen, klooster- en kapittelkerken. Een afdoende verklaring voor de afwijking is nog niet geleverd. In de vijftiende eeuw werd de kerk ingrijpend verbouwd tot een gotische hallenkerk. Delen van het interieur hebben echter nog een aanwijsbare Romaanse oorsprong.
In 1529 werd de Nicolaïkerk kloosterkerk; nadat de karmelieten gedwongen waren hun kerk en klooster (respectievelijk de huidige Sint-Catharinakathedraal en het Catharijneconvent) af te staan aan de johannieterorde kregen ze de Nicolaïkerk toegewezen. In 1566 werd de kerk getroffen door de Beeldenstorm. In 1579 werd de kerk overgenomen door de protestanten. In 1586 werd de zuidelijke toren verhoogd ten behoeve van een carillon (hoogte sindsdien ca. 40 meter). Een sterke tornado in de zomer van 1674, dat o.a. het middenschip van de Domkerk deed instorten, blies een torenspits van zijn plaats.
Sinds de restauratie van de kerk in 1978 hebben als voorgangers van de Nicolaïkerk gediend: Wim Tieman, Dick Kronemeijer, Jos de Heer, Pieter Oussoren en Ruth Peetoom. De huidige voorganger is Ds. Dirk Neven.

## Orgels en klokken
De Nicolaïkerk is mogelijk de eerste kerk in Nederland waarin een orgel werd geplaatst. Al in 1120 wordt namelijk melding gemaakt van een portatief, al wordt de zekerheid van deze vermelding door sommigen betwist. Zeker is wel dat de kerk reeds in 1430 een 'oud' orgel bezat. In de Koorkerk in Middelburg bevindt zich de kas van het Peter Gerritsz-orgel uit 1477–1479, dat afkomstig is uit de Nicolaïkerk. Het 'klinkend gedeelte' van dit orgel – orgelpijpen, windladen en het zogeheten regeerwerk – ligt vooralsnog opgeslagen in een rijksbunker. Plannen tot restauratie en (deel-)reconstructie van het muziekinstrument zijn volop in ontwikkeling.
Het orgel, met een middeleeuws 'blokwerk' op het hoofdwerkklavier, is een van de allerbelangrijkste orgels uit het Nederlandse en Europese cultuurgeschiedenis.
In 1732 werd de toen tien jaar oude musicus en latere componist Pieter Hellendaal organist van de Nicolaïkerk. Hellendaal studeerde later viool in Napels bij de Italiaanse vioolmeester en componist Giuseppe Tartini en werkte o.a. in Londen nauw samen met de klaviervirtuoos, componist en concertorganisator Georg Friedrich Händel.
De kerk bezit tegenwoordig een tweetal orgels van de Deense orgelbouwer Marcussen. Het hoofdorgel (1956) geldt als het voorbeeld voor de naoorlogse orgelbouw in Nederland. De aanstoot tot de bouw ervan werd gegeven door het 'Sweelinckorgel' (1953), dat eigendom is van de NCRV en voor tal voor radioopnamen in eigen studio's te Hilversum werd gebruikt. Vanaf december 2000 staat het in de Nicolaïkerk op een verrijdbaar podium opgesteld. Het koororgel van de kerk, een 'orgelpositief', is gemaakt door de Utrechtse orgelbouwers Gebroeders van Vulpen.
Jaarlijks wordt er in de kerk onder de naam Nicolaiconcerten een bloeiende serie concerten georganiseerd door de Stichting Culturele Evenementen Nicolaïkerk. In 2006 werd het vijftigjarig bestaan van het hoofdorgel groots gevierd tijdens het tiendaagse KlankKleurenFestival.
De zuidertoren van de kerk herbergt een beiaard van de gebroeders Pieter en Francois Hemony uit 1649/1650. In de noordertoren hangt een luidklok uit 1573 met de naam Martinus van de klokkengieter Willem Wegewaert de Oude. In de zuidertoren hangen vier moderne luidklokken, in 1997 vervaardigd door Petit en Fritsen, met de namen Salvator, Maria, Nicolaas en Johannes. De teksten op de klokken zijn gedicht door de theoloog, schrijver en dichter Willem Barnard.

## Opschrift
Boven de poortuitgang aan de zuidzijde, in 2016 naar de binnentuin van het Centraal Museum, staat het mogelijk twintigste-eeuwse Latijnse opschrift "Da tua dum tua sunt post mortem tunc tua non sunt" (vertaling: Geef het uwe zolang het van u is/Na de dood dan is het niet meer van u.)

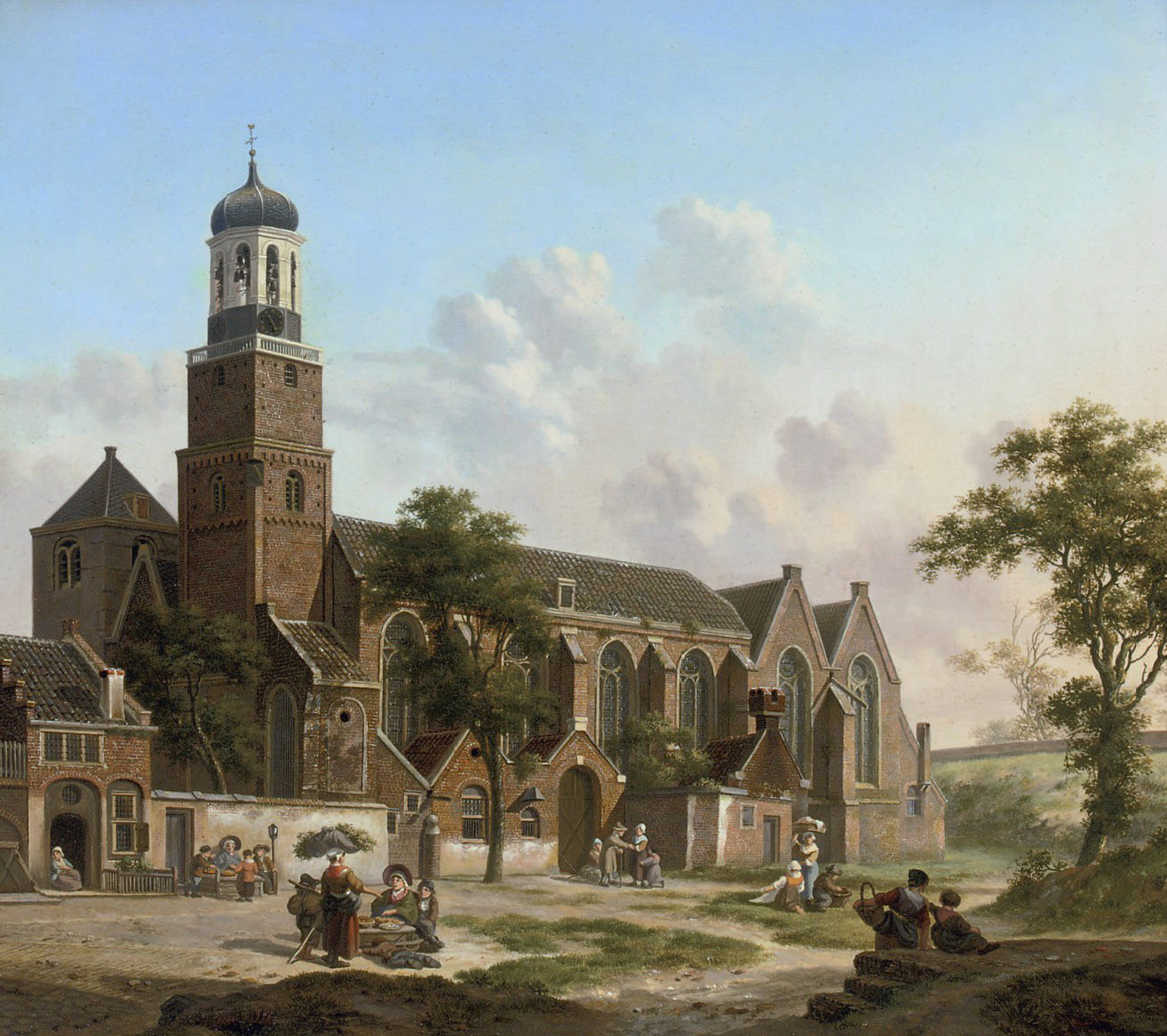
Nicolaïkerk in de 19e eeuw
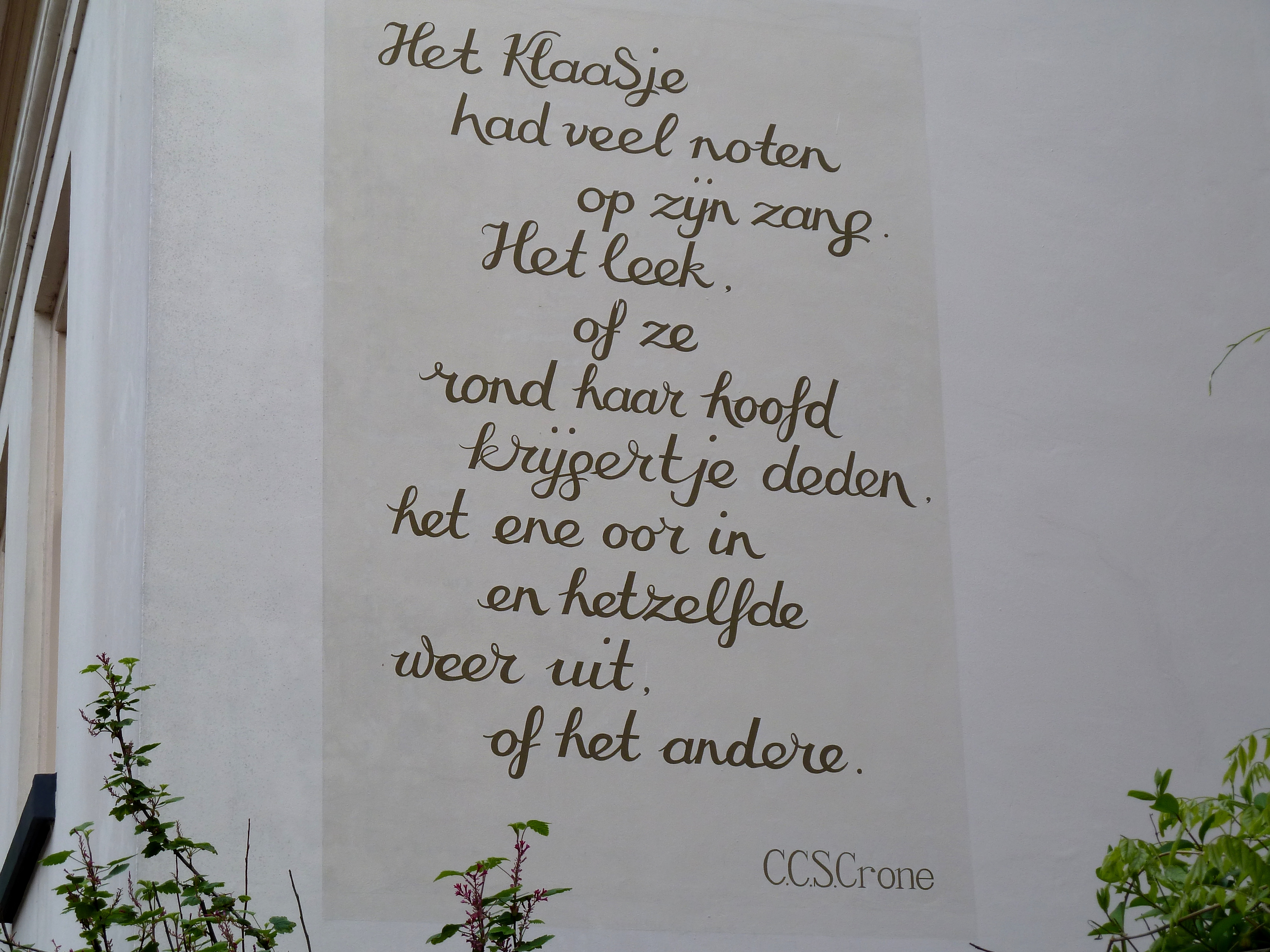
Gedicht over het carillon van de Nicolaikerk, geschreven door C.C.S. Crone. Muurschildering in de Nicolaasdwarsstraat

Historische kerkgebouwen:
Sint-Augustinuskerk · Buurkerk · Sint-Catharinakathedraal · Domkerk · Doopsgezinde kerk · Geertekerk · Jacobikerk · Jacobuskerk · Janskerk · Kerkenkruis · Lutherse Kerk · Mariakerk · Maria Minor · Nicolaïkerk · Pieterskerk · Sint-Gertrudiskathedraal · Sint-Martinuskerk · Sint-Salvatorkerk · Sint-Willibrordkerk · Westerkerk

Overige kerkgebouwen:
Adventkerk · Bethelkerk · Blijde Boodschapkerk · Gerardus Majellakerk · Heilig Hartkerk · Holy Trinity Church · H. Johannes de Doper en H. Bernarduskerk · Johanneskerk · Mattheüskerk · Nieuwe Kerk · Sint-Aloysiuskerk ·Sint-Antoniuskerk · Sint-Dominicuskerk · Sint-Gertrudiskerk · Sint-Jacobuskerk · Sint-Josephkerk · Sint-Rafaëlkerk · Stefanuskerk · Tuindorpkerk · Wederkomst des Herenkerk · Wilhelminakerk · Willem de Zwijgerkerk

Deels gesloopte kerken:
Oranjekerk

Gesloopte kerken:
Christus Koningkerk · Begijnekerk · Heilig Kruiskapel · Johannes de Doperkerk  · Julianakerk · Lucaskerk · Onze-Lieve-Vrouw-van-Goede-Raadkerk · 
Onze-Lieve-Vrouw-ten-Hemelopnemingkerk · Oosterkerk · Sint-Bernarduskerk · Sint-Dominicuskerk (Walsteegkerk) · Sint-Ludgeruskerk · Sint-Monicakerk · Sint-Nicolaaskerk · Sint-Pauluskerk · Sint-Salvatorkerk · Vaartkerk · Zuiderkerk

Voormalige kerken:
Emmaüskerk · Noorderkerk · Leeuwenbergkerk · Sint-Isidoruskerk

Lijst van kerken in Utrecht